# 時代精神
時代精神（じだいせいしん、独: Zeitgeist、ツァイトガイスト）とは、ある時代の哲学や文学、芸術における支配的な精神傾向のことを指す。
歴史学においては、(多くの場合、後世の価値観では非合理的・虚構的な)ある時代の特徴や普遍的と思われていた価値観、もしくはそれらを作り出したていた暗黙の力を指す用途でも使われる（時の亡霊）。

## 概要
この言葉自体は、18世紀後半から19世紀にかけてドイツを中心にして生まれた。

## 歴史

### ヘルダー
時代精神の理念の出自をたどると、ドイツ・ロマン主義者ヨハン・ゴットフリート・ヘルダーによる「民族精神」概念の形成に行き着く。ヘルダーは、民族的な精神文化（民俗的な言語や詩）に深い関心を寄せるなかで、人類史を人間精神の完成に向かう普遍的歴史としてとらえる考え方を提示し、時代の精神を示す「民族の精神」などの概念を用いた。

### ヘーゲル
弁証法哲学を唱えたヘーゲルは、民族精神ないし（近代的には）国民精神を、世界史の個々の発展段階における普遍的な「世界精神」の現れとして捉え、民族精神にみられる歴史的・時代制約的性格（非哲学の消極的性格）を明らかにした。ここから、普遍的な人間精神が特殊的・歴史的現実に展開・具現するところに、ある時代の精神文化を表す時代精神の存在をみる見方が確立されることになった。
以上のヘーゲルのような考え方は、19世紀を通じて歴史学や法学、経済学などさまざまな分野で展開されることになった。

### ディルタイ
ヴィルヘルム・ディルタイは、ヘーゲルよりも具体的に生活体験という視点から時代精神を捉える。すなわち、ヘーゲルの形而上学的構成に対して、与えられてある生の現実から出発しなければならないとして、時代精神を知・情・意の「作用連関」においてとらえ、価値体系を中核に、そうした作用連関の表出のうちに時代精神を了解（独: Verstehen）する精神科学（独: Geisteswissenschaften）を提唱したのである。この捉え方は、後にヨーロッパ中に広く大きな影響を与えることになった。

### 現代
20世紀後半以降では、以上のような哲学的規定から離れて、ある時代に特有の社会的常識や価値観、それらを作り出した背景を指して「時代精神」と呼ぶこともある。たとえば、リチャード・ドーキンスは、著書『神は妄想である』において、女性の選挙権獲得などに代表される社会の移り変わりを説明する際にこの言葉を用いている。